# تفسير ابن جريج (كتاب)
كتاب تفسير ابن جريج: يعتبر ابن جريج أول من صنف في تفسير القرآن على استقلال، فكتب فيه ثلاثة أجزاء كبار، عن ابن عباس.
ويقول عبد الرحمن قائد عن تحقيقه لهذا الكتاب: أنه استخرجه من مخطوط عتيق درست صفحة عنوانه بتعاقب السنين، فلم يلتفت إليه الدارسون، ونسبته الفهارس إلى مجهول، فجهله الباحثون.
وقد ضم هذا التفسير أقوال ابن جريج في سور القرآن من سورة النساء إلى سورة الواقعة، ويتميز هذا التفسير عما سبقه أنه تحقيق لنص مخطوط متصل بالسند والرواية، وليس تأليفا مجموعا ملتقطا من كتب التفسير.

## بطاقة الكتاب
اسم الكتاب: تفسير القرآن.
اسم المؤلف: عبد الملك بن عبد العزيز بن جريج.
رواية: أبو محمد حجاج بن محمد المصيصي الأعور المتوفى سنة 206هـ.
رواية: أبو علي الحسن بن محمد بن الصباح البغدادي الزعفراني، المتوفى سنة 260هـ.
تحقيق وتخريج وتعليق وضبط ودراسة: عبد الرحمن بن حسن قائد.
الموضوع: التفسير (التفسير بالمأثور).
الناشر: دار الكمال المتحدة دمشق، سوريا.
رقم الطبعة: الطبعة الأولى.
سنة الإصدار: 2019م، 1440هـ.
عدد الأجزاء: 1.

## تفسير ابن جريج
يعتبر ابن جريج أول من صنف في تفسير القرآن على استقلال، فكتب فيه ثلاثة أجزاء كبار، عن ابن عباس.
ويقول عبد الرحمن قائد عن تحقيقه لهذا الكتاب أنه استخرجه من مخطوط عتيق درست صفحة عنوانه بتعاقب السنين، فلم يلتفت إليه الدارسون، ونسبته الفهارس إلى مجهول، فجهله الباحثون.
وقد ضم هذا التفسير أقوال ابن جريج في سور القرآن من سورة النساء إلى سورة الواقعة، ويتميز هذا التفسير عمَّا سبقه أنه تحقيق لنص مخطوط متصل بالسند والرواية وليس تأليفا مجموعا ملتقطا من كتب التفسير.
منهج ابن جريج في التفسير:
كان من منهجه في التفسير أنه يفسر القرآن الكريم بالقرآن، وكذلك يفسره بالقراءات القرآنية، وأيضا يفسر القرآن بالسنة والمأثور.
ومن منهجه أيضا: أنه يستعين باللغة وعلومها في تفسير القرآن، مثل: الإعراب والشعر والمفردات.
وكذلك من منهجه بيان الناسخ والمنسوخ، وأسباب النزول، والسيرة النبوية، والأحكام الفقهية، وعقيدة أهل السنة والجماعة.
أبرز سمات تفسير ابن جريج:
أولا: الطابع اللغوي.
ثانيا: بيان ما أضمره القرآن.
ثالثا: تخصيص العام وتحديده.
رابعا: التكرار.
الدراسات التي عنيت بالكتاب:
إلى حين تحقيق الأستاذ عبد الرحمن قائد للمخطوط الذي نسبه لابن جريج لم يكن لابن جريج تفسير مطبوع، وقد سبقه بعض الباحثين المعاصرين لجمع مرويات ابن جريج وأقواله في التفسير من كتب التفسير والحديث وعلوم القرآن ومن أولئك:
أولا: تفسير ابن جريج، للأستاذ: علي حسن عبد الغني.
ثانيا: مرويات ابن جريج وأقواله في التفسير، «جمع ودراسة»، من أول سورة الأنفال إلى نهاية سورة الحج، من تفسيري الطبري وابن أبي حاتم الرازي، رسالة ماجستير، للباحث: سعيد حسين أحمد عابد.